# Hermann Zemlin
Hermann Volker Adolf Zemlin (* 27. März 1941 in Magdeburg; † 4. Juli 2023 in Bonn) war ein leitender Beamter (Ministerialdirigent) im Bundesverkehrsministerium und im Landesverkehrsministerium NRW. Er war Honorarprofessor an der Universität Karlsruhe, Verkehrsexperte und Manager.

## Leben
Nach einer Lehre als Maschinenschlosser absolvierte Zemlin ein Ingenieursstudium und schrieb 1970 an der Fakultät für Chemie-Ingenieurwesen der Universität Karlsruhe seine Dissertation zum Thema „Experimentelle Bestimmung integraler Joule-Thomson-Effekte von reinen Gasen und binären Gasgemischen“.
Seine weitere berufliche Karriere wurde jedoch durch sein Interesse für den Öffentlichen Personennahverkehr (ÖPNV) bestimmt. Als bekennendes SPD-Mitglied war er unter den Ministern Kurt Gscheidle und Volker Hauff Ministerialdirigent im Bundesverkehrsministerium. Nach der Wende 1982 wurde er unter Christoph Zöpel Ministerialdirigent im Landesverkehrsministerium in Nordrhein-Westfalen. Anschließend war Zemlin bis 1993 Vorsitzender der Geschäftsführung der Verkehrsverbund Rhein-Ruhr GmbH.
Im April 1993 wechselte Zemlin als Vorstandsvorsitzender zur Wuppertaler Stadtwerke AG (heute eine Unternehmensgruppe, die aus der SW Wuppertaler Stadtwerke GmbH, der WSW Energie & Wasser AG und der WSW mobil GmbH besteht).
An seiner nächsten Station erwarteten Zemlin die gleichen Aufgaben: Von 1999 bis 2008 war Zemlin Geschäftsführer der Stadtwerke Bonn GmbH. Auch in Bonn verfolgte er die Umstrukturierung des Unternehmens vom städtischen Eigenbetrieb zu einer modernen GmbH. Obwohl seine Tätigkeit bei den Bonner Stadtwerken nur bis 2006 geplant war, um im Alter von 65 Jahren in Rente gehen zu können, verlängerte Zemlin seinen Vertrag auf Drängen der Bonner Oberbürgermeisterin Bärbel Dieckmann und des Betriebsrates um weitere zwei Jahre, bevor er dann 2008 in den Ruhestand verabschiedet wurde. Zemlin blieb jedoch weiterhin Geschäftsführer der Bonner City Parkraum GmbH, die die Innenstadt-Tiefgaragen betreibt.
Mit 70 Jahren wurde Hermann Zemlin erneut Stadtwerke-Chef. 2011 holte man ihn nach Waldbröl, um dort eine neue Stadtwerke GmbH zu gründen. Als ehrenamtlicher Gründungsgeschäftsführer der Stadtwerke Waldbröl GmbH war es zunächst nur seine Aufgabe, den Rückkauf der Stromnetze einzuleiten und einen Geschäftsführer auszuwählen. Als dieser nach nur anderthalb Jahren zurücktrat, wurde Zemlin 2013 erneut als Geschäftsführer nach Waldbröl berufen, um einen Kooperationspartner zu suchen.
Am 21. April 2015, im Alter von 74 Jahren, wurde Zemlin vom Aufsichtsrat der ESWE Verkehrsgesellschaft Wiesbaden als Geschäftsführer bestellt. Seitdem zeichnete er für die Verschmelzung der in mehrere Einzelunternehmen zersplitterten Verkehrsgesellschaften in der hessischen Landeshauptstadt verantwortlich. Als Geschäftsführer der im August 2017 von der Mainzer Stadtwerke AG und der WVV Wiesbaden Holding GmbH gegründeten CityBahn GmbH arbeitete Zemlin am Aufbau einer Citybahn genannten neuen 40 Kilometer langen Straßenbahnverbindung zwischen der Hochschule Mainz und der Innenstadt von Bad Schwalbach.

## Privates
Hermann Zemlin war als Kuratoriumsvorsitzender im „Förderverein Altes Rathaus“ in Bonn aktiv. Zusätzlich war er stellvertretender Vorsitzender des Baseball-Vereins „Bonn Capitals“. Seit Anfang der 1970er Jahre war Zemlin Ehrenbürger der Stadt Huntsville (Alabama), wo er seinerzeit mitgeholfen hatte, ein Bussystem aufzubauen.